# Élections départementales de 2015 dans la Côte-d'Or
Les élections départementales ont lieu les 22 et 29 mars 2015.

## Contexte départemental

### Assemblée départementale sortante
Avant les élections, le conseil général de la Côte-d'Or est présidé par François Sauvadet (UDI). Il comprend 43 conseillers généraux issus des 43 cantons de la Côte-d'Or. Après le redécoupage cantonal de 2014, ce sont 46 conseillers départementaux qui seront élus au sein des 23 nouveaux cantons de la Côte-d'Or.
| Parti                                | Sigle | Sigle | Élus |
| ------------------------------------ | ----- | ----- | ---- |
| Majorité (23 sièges)                 |       |       |      |
| Union pour un mouvement populaire    |       | UMP   | 13   |
| Divers droite                        |       | DVD   | 6    |
| Union des démocrates et indépendants |       | UDI   | 3    |
| Mouvement démocrate                  |       | MoDem | 1    |
| Opposition (20 sièges)               |       |       |      |
| Parti socialiste                     |       | PS    | 11   |
| Divers gauche                        |       | DVG   | 6    |
| Parti radical de gauche              |       | PRG   | 3    |
| Président du conseil général         |       |       |      |
| François Sauvadet (UDI)              |       |       |      |

### Assemblée départementale élue
| Parti                                | Sigle | Sigle | Élus |
| ------------------------------------ | ----- | ----- | ---- |
| Majorité (28 sièges)                 |       |       |      |
| Union pour un mouvement populaire    |       | UMP   | 16   |
| Divers droite                        |       | DVD   | 7    |
| Union des démocrates et indépendants |       | UDI   | 5    |
| Opposition (18 sièges)               |       |       |      |
| Parti socialiste                     |       | PS    | 15   |
| Divers gauche                        |       | DVG   | 1    |
| Mouvement des progressistes          |       | MDP   | 1    |
| Europe Écologie Les Verts            |       | EÉLV  | 1    |
| Président du conseil départemental   |       |       |      |
| François Sauvadet (UDI)              |       |       |      |

## Résultats à l'échelle du département

### Résultats par nuances du ministère de l'Intérieur
Les nuances utilisées par le ministère de l'Intérieur ne tiennent pas compte des alliances locales.
| Binômes     | Binômes            | Premier tour | Premier tour | Second tour | Second tour | Sièges |
| Binômes     | Binômes            | Voix         | %            | Voix        | %           | Sièges |
| ----------- | ------------------ | ------------ | ------------ | ----------- | ----------- | ------ |
|             | Union de la droite | 64 952       | 35,87        | 79 550      | 47,56       | 28     |
|             | DVD                | 4 588        | 2,53         |             |             |        |
|             | MoDem              | 2 640        | 1,46         |             |             |        |
| Droite      | Droite             | 72 180       | 39,86        | 79 550      | 47,56       | 28     |
|             |                    |              |              |             |             |        |
|             | Union de la gauche | 44 269       | 24,45        | 42 290      | 25,28       | 16     |
|             | PS                 | 4 682        | 2,59         | 3 553       | 2,12        | 2      |
|             | FG                 | 4 471        | 2,47         |             |             |        |
|             | DVG                | 2 945        | 1,63         |             |             |        |
|             | PRG                | 2 620        | 1,45         | 3 678       | 2,20        | 0      |
|             | PG                 | 516          | 0,28         |             |             |        |
| Gauche      | Gauche             | 59 503       | 32,87        | 49 521      | 29,60       | 18     |
|             |                    |              |              |             |             |        |
|             | FN                 | 49 408       | 27,28        | 38 205      | 22,84       | 0      |
|             |                    |              |              |             |             |        |
| Inscrits    | Inscrits           | 354 273      | 100,00       | 337 716     | 100,00      |        |
| Abstentions | Abstentions        | 163 458      | 46,14        | 156 783     | 46,42       |        |
| Votants     | Votants            | 190 815      | 53,86        | 180 933     | 53,58       |        |
| Blancs      | Blancs             | 7 084        | 3,71         | 10 093      | 5,58        |        |
| Nuls        | Nuls               | 2 640        | 1,38         | 3 564       | 1,97        |        |
| Exprimés    | Exprimés           | 181 091      | 94,90        | 167 276     | 92,45       |        |

### Résultats par canton
| Canton                      | Conseiller sortant       | Parti                   | Parti       | Conseiller élu             | Parti           | Parti           |
| --------------------------- | ------------------------ | ----------------------- | ----------- | -------------------------- | --------------- | --------------- |
| Aignay-le-Duc               | Henri Julien*            |                         | UMP         | Canton supprimé            | Canton supprimé | Canton supprimé |
| Arnay-le-Duc                | Pierre Gobbo*            |                         | DVG         | Béatrice Moingeon Hermary  |                 | PS              |
| Arnay-le-Duc                | Pierre Gobbo*            | Pierre Poillot          | DVG         |                            | PS              |                 |
| Auxonne                     | Dominique Girard         |                         | DVD         | Dominique Girard           |                 | DVD             |
| Auxonne                     | Dominique Girard         | Marie-Claire Vallet     | DVD         |                            | UMP             |                 |
| Baigneux-les-Juifs          | Marc Frot                |                         | UDI         | Canton supprimé            | Canton supprimé | Canton supprimé |
| Beaune-Nord                 | Denis Thomas             |                         | UMP         | Canton supprimé            | Canton supprimé | Canton supprimé |
| Beaune-Sud                  | Jean-Pierre Rebourgeon   |                         | UMP         | Canton supprimé            | Canton supprimé | Canton supprimé |
| Beaune                      | Canton créé              | Canton créé             | Canton créé | Marie-Laure Rakic          |                 | DVD             |
| Beaune                      | Canton créé              | Canton créé             | Canton créé | Jean-Pierre Rebourgeon     |                 | UMP             |
| Bligny-sur-Ouche            | Gabriel Moulin*          |                         | DVG         | Canton supprimé            | Canton supprimé | Canton supprimé |
| Brazey-en-Plaine            | Canton créé              | Canton créé             | Canton créé | Emmanuelle Coint           |                 | UMP             |
| Brazey-en-Plaine            | Canton créé              | Canton créé             | Canton créé | Gilles Delepau             |                 | UMP             |
| Châtillon-sur-Seine         | Hubert Brigand           |                         | DVD         | Valérie Bouchard           |                 | UMP             |
| Châtillon-sur-Seine         | Hubert Brigand           | Hubert Brigand          | DVD         |                            | UMP             |                 |
| Chenôve                     | Jean Esmonin*            |                         | PS          | Dominique Michel           |                 | PS              |
| Chenôve                     | Jean Esmonin*            | Jeannine Tisserandot    | PS          |                            | PS              |                 |
| Chevigny-Saint-Sauveur      | Canton créé              | Canton créé             | Canton créé | Michel Bachelard           |                 | PS              |
| Chevigny-Saint-Sauveur      | Canton créé              | Canton créé             | Canton créé | Dénia Hazhaz               |                 | PS              |
| Dijon-1                     | Ludovic Rochette         |                         | UMP         | Danielle Darfeuille        |                 | DVD             |
| Dijon-1                     | Ludovic Rochette         | François-Xavier Dugourd | UMP         |                            | UMP             |                 |
| Dijon-2                     | Michel Bachelard         |                         | PS          | Nathalie Koenders          |                 | PS              |
| Dijon-2                     | Michel Bachelard         | Alain Millot            | PS          |                            | PS              |                 |
| Dijon-3                     | Colette Popard           |                         | PS          | Hamid El Hassouni          |                 | PS              |
| Dijon-3                     | Colette Popard           | Sandrine Hily           | PS          |                            | EÉLV            |                 |
| Dijon-4                     | Roland Ponsaâ            |                         | PS          | Anne Erschens              |                 | UMP             |
| Dijon-4                     | Roland Ponsaâ            | Ludovic Rochette        | PS          |                            | UMP             |                 |
| Dijon-5                     | Céline Maglica           |                         | PS          | Christophe Avena           |                 | DVG             |
| Dijon-5                     | Céline Maglica           | Colette Popard          | PS          |                            | PS              |                 |
| Dijon-6                     | François-Xavier Dugourd  |                         | UMP         | André Gervais              |                 | MDP             |
| Dijon-6                     | François-Xavier Dugourd  | Céline Maglica          | UMP         |                            | PS              |                 |
| Dijon-7                     | Alain Millot             |                         | PS          | Canton supprimé            | Canton supprimé | Canton supprimé |
| Dijon-8                     | Jean-Yves Pian           |                         | DVG         | Canton supprimé            | Canton supprimé | Canton supprimé |
| Fontaine-Française          | Nicolas Urbano           |                         | DVD         | Canton supprimé            | Canton supprimé | Canton supprimé |
| Fontaine-lès-Dijon          | Gilbert Menut            |                         | UMP         | Patrick Chapuis            |                 | UMP             |
| Fontaine-lès-Dijon          | Gilbert Menut            | Patricia Gourmand       | UMP         |                            | UMP             |                 |
| Genlis                      | Noël Bernard*            |                         | PRG         | Vincent Dancourt           |                 | UMP             |
| Genlis                      | Noël Bernard*            | Christelle Meheu        | PRG         |                            | DVD             |                 |
| Gevrey-Chambertin           | Jean-Claude Robert*      |                         | PS          | Canton supprimé            | Canton supprimé | Canton supprimé |
| Grancey-le-Château-Neuvelle | Alain Houpert*           |                         | UMP         | Canton supprimé            | Canton supprimé | Canton supprimé |
| Is-sur-Tille                | Charles Barrière         |                         | DVD         | Charles Barrière           |                 | DVD             |
| Is-sur-Tille                | Charles Barrière         | Catherine Louis         | DVD         |                            | UDI             |                 |
| Ladoix-Serrigny             | Canton créé              | Canton créé             | Canton créé | Anne Parent                |                 | UDI             |
| Ladoix-Serrigny             | Canton créé              | Canton créé             | Canton créé | Denis Thomas               |                 | UMP             |
| Laignes                     | Jean-Paul Noret*         |                         | PS          | Canton supprimé            | Canton supprimé | Canton supprimé |
| Liernais                    | Pierre Poillot           |                         | PS          | Canton supprimé            | Canton supprimé | Canton supprimé |
| Longvic                     | Canton créé              | Canton créé             | Canton créé | Christophe Lucand          |                 | PS              |
| Longvic                     | Canton créé              | Canton créé             | Canton créé | Céline Tonot               |                 | PS              |
| Mirebeau-sur-Bèze           | Laurent Thomas           |                         | DVD         | Canton supprimé            | Canton supprimé | Canton supprimé |
| Montbard                    | Robert Grimpret*         |                         | PRG         | Marc Frot                  |                 | UDI             |
| Montbard                    | Robert Grimpret*         | Laurence Porte          | PRG         |                            | UDI             |                 |
| Montigny-sur-Aube           | Georges Morin*           |                         | DVD         | Canton supprimé            | Canton supprimé | Canton supprimé |
| Nolay                       | Emmanuel Bichot          |                         | UMP         | Canton supprimé            | Canton supprimé | Canton supprimé |
| Nuits-Saint-Georges         | Pierre-Alexandre Privolt |                         | DVG         | Valérie Dureuil            |                 | DVD             |
| Nuits-Saint-Georges         | Pierre-Alexandre Privolt | Hubert Poullot          | DVG         |                            | UMP             |                 |
| Pontailler-sur-Saône        | Joël Abbey*              |                         | UMP         | Canton supprimé            | Canton supprimé | Canton supprimé |
| Pouilly-en-Auxois           | Yves Courtot*            |                         | PS          | Canton supprimé            | Canton supprimé | Canton supprimé |
| Précy-sous-Thil             | Martine Eap Dupin        |                         | UMP         | Canton supprimé            | Canton supprimé | Canton supprimé |
| Recey-sur-Ource             | Claude Vinot*            |                         | DVD         | Canton supprimé            | Canton supprimé | Canton supprimé |
| Saint-Apollinaire           | Canton créé              | Canton créé             | Canton créé | Christine Richard          |                 | UMP             |
| Saint-Apollinaire           | Canton créé              | Canton créé             | Canton créé | Laurent Thomas             |                 | DVD             |
| Saint-Jean-de-Losne         | Roger Ganée*             |                         | PS          | Canton supprimé            | Canton supprimé | Canton supprimé |
| Saint-Seine-l'Abbaye        | Catherine Louis          |                         | UDI         | Canton supprimé            | Canton supprimé | Canton supprimé |
| Saulieu                     | Christian Nault*         |                         | MoDem       | Canton supprimé            | Canton supprimé | Canton supprimé |
| Selongey                    | Gérard Leguay*           |                         | DVG         | Canton supprimé            | Canton supprimé | Canton supprimé |
| Semur-en-Auxois             | Marc Patriat*            |                         | DVD         | Martine Eap-Dupin          |                 | UMP             |
| Semur-en-Auxois             | Marc Patriat*            | François Sauvadet       | DVD         |                            | UDI             |                 |
| Seurre                      | Emmanuelle Coint         |                         | UMP         | Canton supprimé            | Canton supprimé | Canton supprimé |
| Sombernon                   | Paul Robinat             |                         | DVG         | Canton supprimé            | Canton supprimé | Canton supprimé |
| Talant                      | Canton créé              | Canton créé             | Canton créé | Christine Renaudin-Jacques |                 | PS              |
| Talant                      | Canton créé              | Canton créé             | Canton créé | Paul Robinat               |                 | PS              |
| Venarey-les-Laumes          | Patrick Molinoz          |                         | PRG         | Canton supprimé            | Canton supprimé | Canton supprimé |
| Vitteaux                    | François Sauvadet        |                         | UDI         | Canton supprimé            | Canton supprimé | Canton supprimé |

* Conseillers généraux sortants ne se représentant pas

## Résultats par canton

### Canton d'Arnay-le-Duc
| Candidats   | Candidats                 | Partis      | Partis      | Premier tour | Premier tour | Second tour | Second tour |
| Candidats   | Candidats                 | Partis      | Partis      | Voix         | %            | Voix        | %           |
| ----------- | ------------------------- | ----------- | ----------- | ------------ | ------------ | ----------- | ----------- |
| 1           | Claude Coron              |             | DVD         | 2 054        | 25,96        | 2 532       | 29,82       |
| 1           | Jérôme Soupart            |             | UMP         | 2 054        | 25,96        | 2 532       | 29,82       |
| 2           | Béatrice Moingeon Hermary |             | PS          | 2 784        | 35,19        | 3 553       | 41,84       |
| 2           | Pierre Poillot            |             | PS          | 2 784        | 35,19        | 3 553       | 41,84       |
| 3           | René Lioret               |             | FN          | 2 450        | 30,97        | 2 407       | 28,34       |
| 3           | Delphine Schlegel         |             | FN          | 2 450        | 30,97        | 2 407       | 28,34       |
| 4           | Anne Bussière             |             | PCF         | 623          | 7,88         |             |             |
| 4           | Michel Guenoux            |             | FG          | 623          | 7,88         |             |             |
|             |                           |             |             |              |              |             |             |
| Inscrits    | Inscrits                  | Inscrits    | Inscrits    | 15 401       | 100,00       | 15 360      | 100,00      |
| Abstentions | Abstentions               | Abstentions | Abstentions | 6 982        | 45,33        | 6 508       | 42,37       |
| Votants     | Votants                   | Votants     | Votants     | 8 419        | 54,67        | 8 852       | 57,63       |
| Blancs      | Blancs                    | Blancs      | Blancs      | 346          | 4,11         | 270         | 3,05        |
| Nuls        | Nuls                      | Nuls        | Nuls        | 162          | 1,92         | 90          | 1,02        |
| Exprimés    | Exprimés                  | Exprimés    | Exprimés    | 7 911        | 93,97        | 8 492       | 95,93       |

### Canton d'Auxonne
| Candidats            | Candidats                | Partis      | Partis      | Premier tour | Premier tour | Second tour | Second tour |
| Candidats            | Candidats                | Partis      | Partis      | Voix         | %            | Voix        | %           |
| -------------------- | ------------------------ | ----------- | ----------- | ------------ | ------------ | ----------- | ----------- |
| 1                    | Yoann Bassand            |             | FN          | 2 938        | 37,19        | 3 030       | 39,37       |
| 1                    | Marie Troussard          |             | FN          | 2 938        | 37,19        | 3 030       | 39,37       |
| 2                    | Wilfried Le Goff         |             | MoDem       | 575          | 7,28         |             |             |
| 2                    | Ludmila Monteiro         |             | MoDem       | 575          | 7,28         |             |             |
| 3                    | Dominique Girard*        |             | DVD         | 3 132        | 39,65        | 4 667       | 60,63       |
| 3                    | Marie-Claire Vallet      |             | UMP         | 3 132        | 39,65        | 4 667       | 60,63       |
| 4                    | Jacques-François Coiquil |             | PS          | 1 254        | 15,88        |             |             |
| 4                    | Marie-José Villiame      |             | PS          | 1 254        | 15,88        |             |             |
|                      |                          |             |             |              |              |             |             |
| Inscrits             | Inscrits                 | Inscrits    | Inscrits    | 16 419       | 100,00       | 16 419      | 100,00      |
| Abstentions          | Abstentions              | Abstentions | Abstentions | 8 120        | 49,45        | 8 083       | 49,23       |
| Votants              | Votants                  | Votants     | Votants     | 8 299        | 50,55        | 8 336       | 50,77       |
| Blancs               | Blancs                   | Blancs      | Blancs      | 285          | 3,43         | 478         | 5,73        |
| Nuls                 | Nuls                     | Nuls        | Nuls        | 115          | 1,39         | 161         | 1,93        |
| Exprimés             | Exprimés                 | Exprimés    | Exprimés    | 7 899        | 95,18        | 7 697       | 92,33       |
| * conseiller sortant |                          |             |             |              |              |             |             |

### Canton de Beaune
| Candidats   | Candidats              | Partis      | Partis      | Premier tour | Premier tour | Second tour | Second tour |
| Candidats   | Candidats              | Partis      | Partis      | Voix         | %            | Voix        | %           |
| ----------- | ---------------------- | ----------- | ----------- | ------------ | ------------ | ----------- | ----------- |
| 1           | Marie-Laure Rakic      |             | DVD         | 3 030        | 50,41        | 3 955       | 71,96       |
| 1           | Jean-Pierre Rebourgeon |             | UMP         | 3 030        | 50,41        | 3 955       | 71,96       |
| 2           | Matthieu Tillier       |             | FN          | 1 497        | 24,90        | 1 541       | 28,04       |
| 2           | Éléonore Touin         |             | FN          | 1 497        | 24,90        | 1 541       | 28,04       |
| 3           | Danièle Jondot-Paymal  |             | PS          | 860          | 14,31        |             |             |
| 3           | Sébastien Picard       |             | PS          | 860          | 14,31        |             |             |
| 4           | Carole Bernhard        |             | EÉLV        | 624          | 10,38        |             |             |
| 4           | Jacques Thomas         |             | E!          | 624          | 10,38        |             |             |
|             |                        |             |             |              |              |             |             |
| Inscrits    | Inscrits               | Inscrits    | Inscrits    | 14 499       | 100,00       | 14 499      | 100,00      |
| Abstentions | Abstentions            | Abstentions | Abstentions | 8 128        | 56,06        | 8 338       | 57,51       |
| Votants     | Votants                | Votants     | Votants     | 6 371        | 43,94        | 6 161       | 42,49       |
| Blancs      | Blancs                 | Blancs      | Blancs      | 244          | 3,83         | 512         | 8,31        |
| Nuls        | Nuls                   | Nuls        | Nuls        | 116          | 1,82         | 153         | 2,48        |
| Exprimés    | Exprimés               | Exprimés    | Exprimés    | 6 011        | 94,35        | 5 496       | 89,21       |

### Canton de Brazey-en-Plaine
| Candidats            | Candidats          | Partis      | Partis      | Premier tour | Premier tour | Second tour | Second tour |
| Candidats            | Candidats          | Partis      | Partis      | Voix         | %            | Voix        | %           |
| -------------------- | ------------------ | ----------- | ----------- | ------------ | ------------ | ----------- | ----------- |
| 1                    | Alain Becquet      |             | PS          | 1 853        | 24,83        |             |             |
| 1                    | Chantal Bouvret    |             | PS          | 1 853        | 24,83        |             |             |
| 2                    | Christelle Bernier |             | FN          | 2 944        | 39,44        | 3 180       | 44,07       |
| 2                    | Damien Cantin      |             | FN          | 2 944        | 39,44        | 3 180       | 44,07       |
| 3                    | Emmanuelle Coint*  |             | UMP         | 2 667        | 35,73        | 4 035       | 55,93       |
| 3                    | Gilles Delepau     |             | UMP         | 2 667        | 35,73        | 4 035       | 55,93       |
|                      |                    |             |             |              |              |             |             |
| Inscrits             | Inscrits           | Inscrits    | Inscrits    | 14 490       | 100,00       | 14 505      | 100,00      |
| Abstentions          | Abstentions        | Abstentions | Abstentions | 6 695        | 46,2         | 6 659       | 45,91       |
| Votants              | Votants            | Votants     | Votants     | 7 795        | 53,8         | 7 846       | 54,09       |
| Blancs               | Blancs             | Blancs      | Blancs      | 245          | 3,14         | 487         | 6,21        |
| Nuls                 | Nuls               | Nuls        | Nuls        | 86           | 1,1          | 144         | 1,84        |
| Exprimés             | Exprimés           | Exprimés    | Exprimés    | 7 464        | 95,75        | 7 215       | 91,96       |
| * conseiller sortant |                    |             |             |              |              |             |             |

### Canton de Châtillon-sur-Seine
| Candidats            | Candidats         | Partis      | Partis      | Premier tour | Premier tour |
| Candidats            | Candidats         | Partis      | Partis      | Voix         | %            |
| -------------------- | ----------------- | ----------- | ----------- | ------------ | ------------ |
| 1                    | Catherine Cosials |             | FG          | 1 428        | 16,44        |
| 1                    | Jean-Paul Rommel  |             | FG          | 1 428        | 16,44        |
| 2                    | Martine Rossi     |             | FN          | 2 682        | 30,88        |
| 2                    | Ambroise Savatier |             | SIEL        | 2 682        | 30,88        |
| 3                    | Valérie Bouchard  |             | UMP         | 4 575        | 52,68        |
| 3                    | Hubert Brigand*   |             | UMP         | 4 575        | 52,68        |
|                      |                   |             |             |              |              |
| Inscrits             | Inscrits          | Inscrits    | Inscrits    | 16 501       | 100,00       |
| Abstentions          | Abstentions       | Abstentions | Abstentions | 7 276        | 44,09        |
| Votants              | Votants           | Votants     | Votants     | 9 225        | 55,91        |
| Blancs               | Blancs            | Blancs      | Blancs      | 390          | 4,23         |
| Nuls                 | Nuls              | Nuls        | Nuls        | 150          | 1,63         |
| Exprimés             | Exprimés          | Exprimés    | Exprimés    | 8 685        | 94,15        |
| * conseiller sortant |                   |             |             |              |              |

### Canton de Chenôve
| Candidats            | Candidats             | Partis      | Partis      | Premier tour | Premier tour | Second tour | Second tour |
| Candidats            | Candidats             | Partis      | Partis      | Voix         | %            | Voix        | %           |
| -------------------- | --------------------- | ----------- | ----------- | ------------ | ------------ | ----------- | ----------- |
| 1                    | Isabelle de Almeida   |             | PCF         | 384          | 6,53         |             |             |
| 1                    | Jean-Claude Vezole    |             | PCF         | 384          | 6,53         |             |             |
| 2                    | Dominique Michel      |             | PS          | 1 492        | 25,36        | 3 585       | 60,99       |
| 2                    | Jeannine Tisserandot  |             | PS          | 1 492        | 25,36        | 3 585       | 60,99       |
| 3                    | Laetitia Jacob        |             | UMP         | 1 126        | 19,14        |             |             |
| 3                    | Jean-Charles Viennet  |             | UMP         | 1 126        | 19,14        |             |             |
| 4                    | Nathalie Gay          |             | DVG         | 840          | 14,28        |             |             |
| 4                    | Roland Ponsaâ*        |             | DVG         | 840          | 14,28        |             |             |
| 5                    | Nouredine Acheria     |             | DVG         | 411          | 6,99         |             |             |
| 5                    | Cathy Lagrèze-Legrand |             | DVG         | 411          | 6,99         |             |             |
| 6                    | Philippe Cherin       |             | FN          | 1 631        | 27,72        | 2 293       | 39,01       |
| 6                    | Monique Géraldy       |             | FN          | 1 631        | 27,72        | 2 293       | 39,01       |
|                      |                       |             |             |              |              |             |             |
| Inscrits             | Inscrits              | Inscrits    | Inscrits    | 12 150       | 100,00       | 12 150      | 100,00      |
| Abstentions          | Abstentions           | Abstentions | Abstentions | 6 037        | 49,69        | 5 664       | 46,62       |
| Votants              | Votants               | Votants     | Votants     | 6 113        | 50,31        | 6 486       | 53,38       |
| Blancs               | Blancs                | Blancs      | Blancs      | 156          | 2,55         | 467         | 7,2         |
| Nuls                 | Nuls                  | Nuls        | Nuls        | 73           | 1,19         | 141         | 2,17        |
| Exprimés             | Exprimés              | Exprimés    | Exprimés    | 5 884        | 96,25        | 5 878       | 90,63       |
| * conseiller sortant |                       |             |             |              |              |             |             |

### Canton de Chevigny-Saint-Sauveur
| Candidats            | Candidats         | Partis      | Partis      | Premier tour | Premier tour | Second tour | Second tour |
| Candidats            | Candidats         | Partis      | Partis      | Voix         | %            | Voix        | %           |
| -------------------- | ----------------- | ----------- | ----------- | ------------ | ------------ | ----------- | ----------- |
| 1                    | Lydie Champion    |             | PCF         | 784          | 8,76         |             |             |
| 1                    | Nicolas Mousseron |             | DVG         | 784          | 8,76         |             |             |
| 2                    | Françoise Plivard |             | UMP         | 2 692        | 30,09        | 3 270       | 35,3        |
| 2                    | Guillaume Ruet    |             | UMP         | 2 692        | 30,09        | 3 270       | 35,3        |
| 3                    | Michelle Georges  |             | FN          | 2 332        | 26,06        | 1 998       | 21,57       |
| 3                    | Loïc Teillet      |             | FN          | 2 332        | 26,06        | 1 998       | 21,57       |
| 4                    | Michel Bachelard* |             | PS          | 3 139        | 35,08        | 3 996       | 43,13       |
| 4                    | Dénia Hazhaz      |             | PS          | 3 139        | 35,08        | 3 996       | 43,13       |
|                      |                   |             |             |              |              |             |             |
| Inscrits             | Inscrits          | Inscrits    | Inscrits    | 18 322       | 100,00       | 18 319      | 100,00      |
| Abstentions          | Abstentions       | Abstentions | Abstentions | 8 911        | 48,64        | 8 657       | 47,26       |
| Votants              | Votants           | Votants     | Votants     | 9 411        | 51,36        | 9 662       | 52,74       |
| Blancs               | Blancs            | Blancs      | Blancs      | 351          | 3,73         | 296         | 3,06        |
| Nuls                 | Nuls              | Nuls        | Nuls        | 113          | 1,2          | 102         | 1,06        |
| Exprimés             | Exprimés          | Exprimés    | Exprimés    | 8 947        | 95,07        | 9 264       | 95,88       |
| * conseiller sortant |                   |             |             |              |              |             |             |

### Canton de Dijon-1
| Candidats   | Candidats               | Partis      | Partis      | Premier tour | Premier tour | Second tour | Second tour |
| Candidats   | Candidats               | Partis      | Partis      | Voix         | %            | Voix        | %           |
| ----------- | ----------------------- | ----------- | ----------- | ------------ | ------------ | ----------- | ----------- |
| 1           | Jehan-Philippe Contesse |             | PS          | 2 952        | 37,96        | 2 979       | 40,71       |
| 1           | Catherine Hervieu       |             | EÉLV        | 2 952        | 37,96        | 2 979       | 40,71       |
| 2           | Danielle Darfeuille     |             | DVD         | 3 478        | 44,72        | 4 338       | 59,29       |
| 2           | François-Xavier Dugourd |             | UMP         | 3 478        | 44,72        | 4 338       | 59,29       |
| 3           | Carmen Deruelle         |             | FN          | 1 347        | 17,32        |             |             |
| 3           | Thierry Floquet         |             | FN          | 1 347        | 17,32        |             |             |
|             |                         |             |             |              |              |             |             |
| Inscrits    | Inscrits                | Inscrits    | Inscrits    | 14 770       | 100,00       | 14 770      | 100,00      |
| Abstentions | Abstentions             | Abstentions | Abstentions | 6 582        | 44,56        | 6 974       | 47,22       |
| Votants     | Votants                 | Votants     | Votants     | 8 188        | 55,44        | 7 796       | 52,78       |
| Blancs      | Blancs                  | Blancs      | Blancs      | 316          | 3,86         | 338         | 4,34        |
| Nuls        | Nuls                    | Nuls        | Nuls        | 95           | 1,16         | 141         | 1,81        |
| Exprimés    | Exprimés                | Exprimés    | Exprimés    | 7 777        | 94,98        | 7 317       | 93,86       |

### Canton de Dijon-2
| Candidats            | Candidats         | Partis      | Partis      | Premier tour | Premier tour | Second tour | Second tour |
| Candidats            | Candidats         | Partis      | Partis      | Voix         | %            | Voix        | %           |
| -------------------- | ----------------- | ----------- | ----------- | ------------ | ------------ | ----------- | ----------- |
| 1                    | Nathalie Koenders |             | PS          | 3 594        | 48,23        | 3 694       | 53,1        |
| 1                    | Alain Millot      |             | PS          | 3 594        | 48,23        | 3 694       | 53,1        |
| 2                    | Michelle Collinot |             | FN          | 1 489        | 19,98        |             |             |
| 2                    | Guy Niporte       |             | FN          | 1 489        | 19,98        |             |             |
| 3                    | Emmanuel Bichot*  |             | UMP         | 2 369        | 31,79        | 3 263       | 46,9        |
| 3                    | Laure Jayet       |             | UMP         | 2 369        | 31,79        | 3 263       | 46,9        |
|                      |                   |             |             |              |              |             |             |
| Inscrits             | Inscrits          | Inscrits    | Inscrits    | 14 141       | 100,00       | 14 141      | 100,00      |
| Abstentions          | Abstentions       | Abstentions | Abstentions | 6 258        | 44,25        | 6 657       | 47,08       |
| Votants              | Votants           | Votants     | Votants     | 7 883        | 55,75        | 7 484       | 52,92       |
| Blancs               | Blancs            | Blancs      | Blancs      | 308          | 3,91         | 369         | 4,93        |
| Nuls                 | Nuls              | Nuls        | Nuls        | 123          | 1,56         | 158         | 2,11        |
| Exprimés             | Exprimés          | Exprimés    | Exprimés    | 7 452        | 94,53        | 6 957       | 92,96       |
| * conseiller sortant |                   |             |             |              |              |             |             |

### Canton de Dijon-3
| Candidats   | Candidats                  | Partis      | Partis      | Premier tour | Premier tour | Second tour | Second tour |
| Candidats   | Candidats                  | Partis      | Partis      | Voix         | %            | Voix        | %           |
| ----------- | -------------------------- | ----------- | ----------- | ------------ | ------------ | ----------- | ----------- |
| 1           | Laurent Bourguignat        |             | UMP         | 1 759        | 30,49        | 2 131       | 36,11       |
| 1           | Virginie Voisin-Vairelles  |             | UDI         | 1 759        | 30,49        | 2 131       | 36,11       |
| 2           | Jean-Pierre Bissey-Paris   |             | FN          | 1 551        | 26,88        | 1 348       | 22,84       |
| 2           | Gisèle Languet             |             | FN          | 1 551        | 26,88        | 1 348       | 22,84       |
| 3           | Didier Porthault           |             | PCF         | 384          | 6,66         |             |             |
| 3           | Christine Truchot-Dessolle |             | PCF         | 384          | 6,66         |             |             |
| 4           | Hamid El Hassouni          |             | PS          | 2 076        | 35,98        | 2 423       | 41,05       |
| 4           | Sandrine Hily              |             | EÉLV        | 2 076        | 35,98        | 2 423       | 41,05       |
|             |                            |             |             |              |              |             |             |
| Inscrits    | Inscrits                   | Inscrits    | Inscrits    | 11 793       | 100,00       | 11 793      | 100,00      |
| Abstentions | Abstentions                | Abstentions | Abstentions | 5 678        | 48,15        | 5 621       | 47,66       |
| Votants     | Votants                    | Votants     | Votants     | 6 115        | 51,85        | 6 172       | 52,34       |
| Blancs      | Blancs                     | Blancs      | Blancs      | 212          | 3,47         | 173         | 2,8         |
| Nuls        | Nuls                       | Nuls        | Nuls        | 133          | 2,17         | 97          | 1,57        |
| Exprimés    | Exprimés                   | Exprimés    | Exprimés    | 5 770        | 94,36        | 5 902       | 95,63       |

### Canton de Dijon-4
| Candidats            | Candidats             | Partis      | Partis      | Premier tour | Premier tour | Second tour | Second tour |
| Candidats            | Candidats             | Partis      | Partis      | Voix         | %            | Voix        | %           |
| -------------------- | --------------------- | ----------- | ----------- | ------------ | ------------ | ----------- | ----------- |
| 1                    | Océane Charret-Godard |             | PS          | 1 983        | 35,84        | 2 426       | 47,28       |
| 1                    | Jean-Yves Pian*       |             | PS          | 1 983        | 35,84        | 2 426       | 47,28       |
| 2                    | Nathalie Brunet       |             | FG          | 544          | 9,83         |             |             |
| 2                    | Bruno Louis           |             | EÉLV        | 544          | 9,83         |             |             |
| 3                    | Anne Erschens         |             | UMP         | 1 803        | 32,59        | 2 705       | 52,72       |
| 3                    | Ludovic Rochette      |             | UMP         | 1 803        | 32,59        | 2 705       | 52,72       |
| 4                    | Isabelle Delyon       |             | FN          | 1 203        | 21,74        |             |             |
| 4                    | Cyrille Lignon        |             | FN          | 1 203        | 21,74        |             |             |
|                      |                       |             |             |              |              |             |             |
| Inscrits             | Inscrits              | Inscrits    | Inscrits    | 11 022       | 100,00       | 11 022      | 100,00      |
| Abstentions          | Abstentions           | Abstentions | Abstentions | 5 241        | 47,55        | 5 483       | 49,75       |
| Votants              | Votants               | Votants     | Votants     | 5 781        | 52,45        | 5 539       | 50,25       |
| Blancs               | Blancs                | Blancs      | Blancs      | 179          | 3,1          | 289         | 5,22        |
| Nuls                 | Nuls                  | Nuls        | Nuls        | 69           | 1,19         | 119         | 2,15        |
| Exprimés             | Exprimés              | Exprimés    | Exprimés    | 5 533        | 95,71        | 5 131       | 92,63       |
| * conseiller sortant |                       |             |             |              |              |             |             |

### Canton de Dijon-5
| Candidats   | Candidats               | Partis      | Partis      | Premier tour | Premier tour | Second tour | Second tour |
| Candidats   | Candidats               | Partis      | Partis      | Voix         | %            | Voix        | %           |
| ----------- | ----------------------- | ----------- | ----------- | ------------ | ------------ | ----------- | ----------- |
| 1           | Marie-Christine Gunther |             | PG          | 516          | 7,44         |             |             |
| 1           | Daniel Mangione         |             | PG          | 516          | 7,44         |             |             |
| 2           | Frédérika Desaubliaux   |             | FN          | 1 617        | 23,32        |             |             |
| 2           | André Guérin            |             | FN          | 1 617        | 23,32        |             |             |
| 3           | Franck Ayache           |             | UMP         | 1 690        | 24,37        | 2 856       | 46,24       |
| 3           | Amélia Novo             |             | UMP         | 1 690        | 24,37        | 2 856       | 46,24       |
| 4           | Cécile Chevalier        |             | MoDem       | 454          | 6,55         |             |             |
| 4           | Marien Lovichi          |             | MoDem       | 454          | 6,55         |             |             |
| 5           | Christophe Avena        |             | DVG         | 2 657        | 38,32        | 3 321       | 53,76       |
| 5           | Colette Popard          |             | PS          | 2 657        | 38,32        | 3 321       | 53,76       |
|             |                         |             |             |              |              |             |             |
| Inscrits    | Inscrits                | Inscrits    | Inscrits    | 13 537       | 100,00       | 13 537      | 100,00      |
| Abstentions | Abstentions             | Abstentions | Abstentions | 6 289        | 46,46        | 6 758       | 49,92       |
| Votants     | Votants                 | Votants     | Votants     | 7 248        | 53,54        | 6 779       | 50,08       |
| Blancs      | Blancs                  | Blancs      | Blancs      | 235          | 3,24         | 447         | 6,59        |
| Nuls        | Nuls                    | Nuls        | Nuls        | 79           | 1,09         | 155         | 2,29        |
| Exprimés    | Exprimés                | Exprimés    | Exprimés    | 6 934        | 95,67        | 6 177       | 91,12       |

### Canton de Dijon-6
| Candidats   | Candidats                | Partis      | Partis      | Premier tour | Premier tour | Second tour | Second tour |
| Candidats   | Candidats                | Partis      | Partis      | Voix         | %            | Voix        | %           |
| ----------- | ------------------------ | ----------- | ----------- | ------------ | ------------ | ----------- | ----------- |
| 1           | Hadjiratou Diallo-Lauber |             | UMP         | 1 878        | 23,66        |             |             |
| 1           | Lionel Fourré            |             | UMP         | 1 878        | 23,66        |             |             |
| 2           | Édouard Cavin            |             | FN          | 2 341        | 29,49        | 2 855       | 38,14       |
| 2           | Marie-Jeanne Lignier     |             | FN          | 2 341        | 29,49        | 2 855       | 38,14       |
| 3           | Éric Davillerd           |             | PCF         | 590          | 7,43         |             |             |
| 3           | Claudine Pierre          |             | MRC         | 590          | 7,43         |             |             |
| 4           | André Gervais            |             | MDP         | 3 129        | 39,42        | 4 630       | 61,86       |
| 4           | Céline Maglica           |             | PS          | 3 129        | 39,42        | 4 630       | 61,86       |
|             |                          |             |             |              |              |             |             |
| Inscrits    | Inscrits                 | Inscrits    | Inscrits    | 15 638       | 100,00       | 15 638      | 100,00      |
| Abstentions | Abstentions              | Abstentions | Abstentions | 7 249        | 46,36        | 7 242       | 46,31       |
| Votants     | Votants                  | Votants     | Votants     | 8 389        | 53,64        | 8 396       | 53,69       |
| Blancs      | Blancs                   | Blancs      | Blancs      | 320          | 3,81         | 703         | 8,37        |
| Nuls        | Nuls                     | Nuls        | Nuls        | 131          | 1,56         | 208         | 2,48        |
| Exprimés    | Exprimés                 | Exprimés    | Exprimés    | 7 938        | 94,62        | 7 485       | 89,15       |

### Canton de Fontaine-lès-Dijon
| Candidats   | Candidats               | Partis      | Partis      | Premier tour | Premier tour | Second tour | Second tour |
| Candidats   | Candidats               | Partis      | Partis      | Voix         | %            | Voix        | %           |
| ----------- | ----------------------- | ----------- | ----------- | ------------ | ------------ | ----------- | ----------- |
| 1           | Lucette Reftol          |             | FN          | 2 409        | 22,19        |             |             |
| 1           | François Thiériot       |             | FN          | 2 409        | 22,19        |             |             |
| 2           | Dominique Grimpret      |             | MoDem       | 1 203        | 11,08        |             |             |
| 2           | Marie-Claude Posière    |             | MoDem       | 1 203        | 11,08        |             |             |
| 3           | Jean-Christophe Henrard |             | PS          | 2 482        | 22,87        | 2 978       | 31,03       |
| 3           | Ingrid Merlin           |             | Cap21       | 2 482        | 22,87        | 2 978       | 31,03       |
| 4           | Patrick Chapuis         |             | UMP         | 4 760        | 43,85        | 6 620       | 68,97       |
| 4           | Patricia Gourmand       |             | UMP         | 4 760        | 43,85        | 6 620       | 68,97       |
|             |                         |             |             |              |              |             |             |
| Inscrits    | Inscrits                | Inscrits    | Inscrits    | 20 165       | 100,00       | 20 157      | 100,00      |
| Abstentions | Abstentions             | Abstentions | Abstentions | 8 778        | 43,53        | 9 596       | 47,61       |
| Votants     | Votants                 | Votants     | Votants     | 11 387       | 56,47        | 10 561      | 52,39       |
| Blancs      | Blancs                  | Blancs      | Blancs      | 391          | 3,43         | 684         | 6,48        |
| Nuls        | Nuls                    | Nuls        | Nuls        | 142          | 1,25         | 279         | 2,64        |
| Exprimés    | Exprimés                | Exprimés    | Exprimés    | 10 854       | 95,32        | 9 598       | 90,88       |

### Canton de Genlis
| Candidats   | Candidats         | Partis      | Partis      | Premier tour | Premier tour | Second tour | Second tour |
| Candidats   | Candidats         | Partis      | Partis      | Voix         | %            | Voix        | %           |
| ----------- | ----------------- | ----------- | ----------- | ------------ | ------------ | ----------- | ----------- |
| 1           | Hélène Bouchet    |             | PCF         | 679          | 8,75         |             |             |
| 1           | Jacques Loury     |             | PCF         | 679          | 8,75         |             |             |
| 2           | Françoise Baudoin |             | FN          | 2 778        | 35,78        | 2 921       | 39,89       |
| 2           | Éric Tallec       |             | FN          | 2 778        | 35,78        | 2 921       | 39,89       |
| 3           | Vincent Dancourt  |             | UMP         | 2 741        | 35,3         | 4 401       | 60,11       |
| 3           | Christelle Meheu  |             | DVD         | 2 741        | 35,3         | 4 401       | 60,11       |
| 4           | Patrice Espinosa  |             | PS          | 1 566        | 20,17        |             |             |
| 4           | Annie Gotte       |             | PS          | 1 566        | 20,17        |             |             |
|             |                   |             |             |              |              |             |             |
| Inscrits    | Inscrits          | Inscrits    | Inscrits    | 15 483       | 100,00       | 15 483      | 100,00      |
| Abstentions | Abstentions       | Abstentions | Abstentions | 7 387        | 47,71        | 7 321       | 47,28       |
| Votants     | Votants           | Votants     | Votants     | 8 096        | 52,29        | 8 162       | 52,72       |
| Blancs      | Blancs            | Blancs      | Blancs      | 238          | 2,94         | 621         | 7,61        |
| Nuls        | Nuls              | Nuls        | Nuls        | 94           | 1,16         | 219         | 2,68        |
| Exprimés    | Exprimés          | Exprimés    | Exprimés    | 7 764        | 95,9         | 7 322       | 89,71       |

### Canton d'Is-sur-Tille
| Candidats            | Candidats         | Partis      | Partis      | Premier tour | Premier tour | Second tour | Second tour |
| Candidats            | Candidats         | Partis      | Partis      | Voix         | %            | Voix        | %           |
| -------------------- | ----------------- | ----------- | ----------- | ------------ | ------------ | ----------- | ----------- |
| 1                    | Charles Barrière* |             | DVD         | 3 545        | 46,03        | 3 933       | 49,59       |
| 1                    | Catherine Louis   |             | UDI         | 3 545        | 46,03        | 3 933       | 49,59       |
| 2                    | Christian Benner  |             | FN          | 2 149        | 27,91        | 2 020       | 25,47       |
| 2                    | Chantal Lamboley  |             | FN          | 2 149        | 27,91        | 2 020       | 25,47       |
| 3                    | Claude Guelaud    |             | PS          | 2 007        | 26,06        | 1 978       | 24,94       |
| 3                    | Philippe Michaud  |             | PS          | 2 007        | 26,06        | 1 978       | 24,94       |
|                      |                   |             |             |              |              |             |             |
| Inscrits             | Inscrits          | Inscrits    | Inscrits    | 14 403       | 100,00       | 14 397      | 100,00      |
| Abstentions          | Abstentions       | Abstentions | Abstentions | 6 301        | 43,75        | 6 183       | 42,95       |
| Votants              | Votants           | Votants     | Votants     | 8 102        | 56,25        | 8 214       | 57,05       |
| Blancs               | Blancs            | Blancs      | Blancs      | 295          | 3,64         | 212         | 2,58        |
| Nuls                 | Nuls              | Nuls        | Nuls        | 106          | 1,31         | 71          | 0,86        |
| Exprimés             | Exprimés          | Exprimés    | Exprimés    | 7 701        | 95,05        | 7 931       | 96,55       |
| * conseiller sortant |                   |             |             |              |              |             |             |

### Canton de Ladoix-Serrigny
| Candidats   | Candidats               | Partis      | Partis      | Premier tour | Premier tour | Second tour | Second tour |
| Candidats   | Candidats               | Partis      | Partis      | Voix         | %            | Voix        | %           |
| ----------- | ----------------------- | ----------- | ----------- | ------------ | ------------ | ----------- | ----------- |
| 1           | Anne Parent             |             | UDI         | 3 698        | 47,98        | 4 842       | 66,03       |
| 1           | Denis Thomas            |             | UMP         | 3 698        | 47,98        | 4 842       | 66,03       |
| 2           | Jean-Pierre Duplus      |             | EÉLV        | 526          | 6,82         |             |             |
| 2           | Roseline Leblanc-Lahaye |             | PCF         | 526          | 6,82         |             |             |
| 3           | Pascale Affre           |             | PS          | 1 038        | 13,47        |             |             |
| 3           | Gilbert Favelier        |             | PS          | 1 038        | 13,47        |             |             |
| 4           | Noël Chouet             |             | FN          | 2 445        | 31,72        | 2 491       | 33,97       |
| 4           | Cindy David             |             | FN          | 2 445        | 31,72        | 2 491       | 33,97       |
|             |                         |             |             |              |              |             |             |
| Inscrits    | Inscrits                | Inscrits    | Inscrits    | 15 635       | 100,00       | 15 631      | 100,00      |
| Abstentions | Abstentions             | Abstentions | Abstentions | 7 376        | 47,18        | 7 489       | 47,91       |
| Votants     | Votants                 | Votants     | Votants     | 8 259        | 52,82        | 8 142       | 52,09       |
| Blancs      | Blancs                  | Blancs      | Blancs      | 428          | 5,18         | 591         | 7,26        |
| Nuls        | Nuls                    | Nuls        | Nuls        | 124          | 1,5          | 218         | 2,68        |
| Exprimés    | Exprimés                | Exprimés    | Exprimés    | 7 707        | 93,32        | 7 333       | 90,06       |

### Canton de Longvic
| Candidats   | Candidats           | Partis      | Partis      | Premier tour | Premier tour | Second tour | Second tour |
| Candidats   | Candidats           | Partis      | Partis      | Voix         | %            | Voix        | %           |
| ----------- | ------------------- | ----------- | ----------- | ------------ | ------------ | ----------- | ----------- |
| 1           | Isabelle Graptin    |             | PCF         | 661          | 8,18         |             |             |
| 1           | Laurent Gutierrez   |             | PCF         | 661          | 8,18         |             |             |
| 2           | Christophe Lucand   |             | PS          | 2 678        | 33,16        | 3 452       | 40,81       |
| 2           | Céline Tonot        |             | PS          | 2 678        | 33,16        | 3 452       | 40,81       |
| 3           | Véronique Julliard  |             | FN          | 2 319        | 28,71        | 2 065       | 24,41       |
| 3           | David Treca         |             | FN          | 2 319        | 28,71        | 2 065       | 24,41       |
| 4           | Jean-Philippe Morel |             | UDI         | 2 418        | 29,94        | 2 941       | 34,77       |
| 4           | Mary Quintallet     |             | UMP         | 2 418        | 29,94        | 2 941       | 34,77       |
|             |                     |             |             |              |              |             |             |
| Inscrits    | Inscrits            | Inscrits    | Inscrits    | 16 058       | 100,00       | 16 085      | 100,00      |
| Abstentions | Abstentions         | Abstentions | Abstentions | 7 502        | 46,72        | 7 260       | 45,14       |
| Votants     | Votants             | Votants     | Votants     | 8 556        | 53,28        | 8 825       | 54,86       |
| Blancs      | Blancs              | Blancs      | Blancs      | 354          | 4,14         | 275         | 3,12        |
| Nuls        | Nuls                | Nuls        | Nuls        | 126          | 1,47         | 92          | 1,04        |
| Exprimés    | Exprimés            | Exprimés    | Exprimés    | 8 076        | 94,39        | 8 458       | 95,84       |

### Canton de Montbard
| Candidats            | Candidats          | Partis      | Partis      | Premier tour | Premier tour | Second tour | Second tour |
| Candidats            | Candidats          | Partis      | Partis      | Voix         | %            | Voix        | %           |
| -------------------- | ------------------ | ----------- | ----------- | ------------ | ------------ | ----------- | ----------- |
| 1                    | Marc Frot*         |             | UDI         | 2 823        | 35,86        | 4 228       | 53,48       |
| 1                    | Laurence Porte     |             | UDI         | 2 823        | 35,86        | 4 228       | 53,48       |
| 2                    | Patrick Molinoz*   |             | PRG         | 2 623        | 33,32        | 3 678       | 46,52       |
| 2                    | Marion Mongouachon |             | PRG         | 2 623        | 33,32        | 3 678       | 46,52       |
| 3                    | Benoît Gouot       |             | PG          | 366          | 4,65         |             |             |
| 3                    | Danielle Gutierrez |             | PCF         | 366          | 4,65         |             |             |
| 4                    | Benjamin Demeslay  |             | FN          | 1 656        | 21,03        |             |             |
| 4                    | Clotilde Luyt      |             | FN          | 1 656        | 21,03        |             |             |
| 5                    | Stéphane Penaque   |             | MoDem       | 408          | 5,18         |             |             |
| 5                    | Carine Petry       |             | MoDem       | 408          | 5,18         |             |             |
|                      |                    |             |             |              |              |             |             |
| Inscrits             | Inscrits           | Inscrits    | Inscrits    | 14 318       | 100,00       | 14 317      | 100,00      |
| Abstentions          | Abstentions        | Abstentions | Abstentions | 6 124        | 42,77        | 5 799       | 40,5        |
| Votants              | Votants            | Votants     | Votants     | 8 194        | 57,23        | 8 518       | 59,5        |
| Blancs               | Blancs             | Blancs      | Blancs      | 226          | 2,76         | 420         | 4,93        |
| Nuls                 | Nuls               | Nuls        | Nuls        | 95           | 1,16         | 192         | 2,25        |
| Exprimés             | Exprimés           | Exprimés    | Exprimés    | 7 873        | 96,08        | 7 906       | 92,82       |
| * conseiller sortant |                    |             |             |              |              |             |             |

### Canton de Nuits-Saint-Georges
| Candidats            | Candidats                 | Partis      | Partis      | Premier tour | Premier tour | Second tour | Second tour |
| Candidats            | Candidats                 | Partis      | Partis      | Voix         | %            | Voix        | %           |
| -------------------- | ------------------------- | ----------- | ----------- | ------------ | ------------ | ----------- | ----------- |
| 1                    | Richard André             |             | FN          | 2 251        | 28,79        | 2 010       | 24,04       |
| 1                    | Françoise Mulot           |             | FN          | 2 251        | 28,79        | 2 010       | 24,04       |
| 2                    | Marie-Christine Garnier   |             | PS          | 2 733        | 34,96        | 3 058       | 36,58       |
| 2                    | Pierre-Alexandre Privolt* |             | DVG         | 2 733        | 34,96        | 3 058       | 36,58       |
| 3                    | Valérie Dureuil           |             | DVD         | 2 834        | 36,25        | 3 292       | 39,38       |
| 3                    | Hubert Poullot            |             | UMP         | 2 834        | 36,25        | 3 292       | 39,38       |
|                      |                           |             |             |              |              |             |             |
| Inscrits             | Inscrits                  | Inscrits    | Inscrits    | 15 134       | 100,00       | 15 133      | 100,00      |
| Abstentions          | Abstentions               | Abstentions | Abstentions | 6 920        | 45,72        | 6 529       | 43,14       |
| Votants              | Votants                   | Votants     | Votants     | 8 214        | 54,28        | 8 604       | 56,86       |
| Blancs               | Blancs                    | Blancs      | Blancs      | 303          | 3,69         | 184         | 2,14        |
| Nuls                 | Nuls                      | Nuls        | Nuls        | 93           | 1,13         | 60          | 0,7         |
| Exprimés             | Exprimés                  | Exprimés    | Exprimés    | 7 818        | 95,18        | 8 360       | 97,16       |
| * conseiller sortant |                           |             |             |              |              |             |             |

### Canton de Saint-Apollinaire
| Candidats            | Candidats              | Partis      | Partis      | Premier tour | Premier tour | Second tour | Second tour |
| Candidats            | Candidats              | Partis      | Partis      | Voix         | %            | Voix        | %           |
| -------------------- | ---------------------- | ----------- | ----------- | ------------ | ------------ | ----------- | ----------- |
| 1                    | Pierre-Alain Barot     |             | PS          | 2 356        | 21,76        |             |             |
| 1                    | Ludivine Demacon       |             | PS          | 2 356        | 21,76        |             |             |
| 2                    | Christine Richard      |             | UMP         | 3 407        | 31,46        | 6 378       | 64,8        |
| 2                    | Laurent Thomas         |             | DVD         | 3 407        | 31,46        | 6 378       | 64,8        |
| 3                    | Isabelle Loos-Maillard |             | MoDem       | 2 090        | 19,30        |             |             |
| 3                    | Nicolas Urbano*        |             | DVD         | 2 090        | 19,30        |             |             |
| 4                    | Sylvie Beaulieu        |             | FN          | 2 976        | 27,48        | 3 464       | 35,2        |
| 4                    | Franck Gaillard        |             | FN          | 2 976        | 27,48        | 3 464       | 35,2        |
|                      |                        |             |             |              |              |             |             |
| Inscrits             | Inscrits               | Inscrits    | Inscrits    | 20 306       | 100,00       | 20 297      | 100,00      |
| Abstentions          | Abstentions            | Abstentions | Abstentions | 8 969        | 44,17        | 9 184       | 45,25       |
| Votants              | Votants                | Votants     | Votants     | 11 337       | 55,83        | 11 113      | 54,75       |
| Blancs               | Blancs                 | Blancs      | Blancs      | 382          | 3,37         | 945         | 8,5         |
| Nuls                 | Nuls                   | Nuls        | Nuls        | 126          | 1,11         | 326         | 2,93        |
| Exprimés             | Exprimés               | Exprimés    | Exprimés    | 10 829       | 95,52        | 9 842       | 88,56       |
| * conseiller sortant |                        |             |             |              |              |             |             |

### Canton de Semur-en-Auxois
| Candidats            | Candidats             | Partis      | Partis      | Premier tour | Premier tour | Second tour | Second tour |
| Candidats            | Candidats             | Partis      | Partis      | Voix         | %            | Voix        | %           |
| -------------------- | --------------------- | ----------- | ----------- | ------------ | ------------ | ----------- | ----------- |
| 1                    | Bernard Bonoron       |             | FN          | 2 102        | 23,24        | 2 435       | 30,34       |
| 1                    | Aurélie Clerc         |             | FN          | 2 102        | 23,24        | 2 435       | 30,34       |
| 2                    | Christine Becavin     |             | PS          | 1 979        | 21,88        |             |             |
| 2                    | Laurent Viette        |             | PS          | 1 979        | 21,88        |             |             |
| 3                    | Martine Eap-Dupin*    |             | UMP         | 4 165        | 46,05        | 5 590       | 69,66       |
| 3                    | François Sauvadet     |             | UDI         | 4 165        | 46,05        | 5 590       | 69,66       |
| 4                    | Marie-Andrée Coquille |             | DVD         | 799          | 8,83         |             |             |
| 4                    | Philippe Guyenot      |             | DVD         | 799          | 8,83         |             |             |
|                      |                       |             |             |              |              |             |             |
| Inscrits             | Inscrits              | Inscrits    | Inscrits    | 16 688       | 100,00       | 16 662      | 100,00      |
| Abstentions          | Abstentions           | Abstentions | Abstentions | 7 010        | 42,01        | 7 259       | 43,57       |
| Votants              | Votants               | Votants     | Votants     | 9 678        | 57,99        | 9 403       | 56,43       |
| Blancs               | Blancs                | Blancs      | Blancs      | 471          | 4,87         | 1 025       | 10,9        |
| Nuls                 | Nuls                  | Nuls        | Nuls        | 162          | 1,67         | 353         | 3,75        |
| Exprimés             | Exprimés              | Exprimés    | Exprimés    | 9 045        | 93,46        | 8 025       | 85,35       |
| * conseiller sortant |                       |             |             |              |              |             |             |

### Canton de Talant
| Candidats            | Candidats                  | Partis      | Partis      | Premier tour | Premier tour | Second tour | Second tour |
| Candidats            | Candidats                  | Partis      | Partis      | Voix         | %            | Voix        | %           |
| -------------------- | -------------------------- | ----------- | ----------- | ------------ | ------------ | ----------- | ----------- |
| 1                    | Monique Bayard             |             | DVD         | 2 308        | 25,04        | 3 573       | 37,65       |
| 1                    | Gilbert Menut*             |             | UMP         | 2 308        | 25,04        | 3 573       | 37,65       |
| 2                    | Philippe Loza              |             | FN          | 2 301        | 24,96        | 2 147       | 22,62       |
| 2                    | Nathalie Pereira           |             | FN          | 2 301        | 24,96        | 2 147       | 22,62       |
| 3                    | Amandine Gaucher           |             | DVD         | 1 699        | 18,43        |             |             |
| 3                    | Alain Lamy                 |             | DVD         | 1 699        | 18,43        |             |             |
| 4                    | Christine Renaudin-Jacques |             | PS          | 2 911        | 31,58        | 3 770       | 39,73       |
| 4                    | Paul Robinat               |             | PS          | 2 911        | 31,58        | 3 770       | 39,73       |
|                      |                            |             |             |              |              |             |             |
| Inscrits             | Inscrits                   | Inscrits    | Inscrits    | 17 400       | 100,00       | 17 401      | 100,00      |
| Abstentions          | Abstentions                | Abstentions | Abstentions | 7 645        | 43,94        | 7 519       | 43,21       |
| Votants              | Votants                    | Votants     | Votants     | 9 755        | 56,06        | 9 882       | 56,79       |
| Blancs               | Blancs                     | Blancs      | Blancs      | 409          | 4,19         | 307         | 3,11        |
| Nuls                 | Nuls                       | Nuls        | Nuls        | 127          | 1,3          | 85          | 0,86        |
| Exprimés             | Exprimés                   | Exprimés    | Exprimés    | 9 219        | 94,51        | 9 490       | 96,03       |
| * conseiller sortant |                            |             |             |              |              |             |             |